# Frédéric Ledoux
Pour les articles homonymes, voir Ledoux.
Frédéric Ledoux est un réalisateur belge.

## Biographie
Réalisateur d'un premier long métrage de fiction sorti en 2008, Frédéric Ledoux est connu également comme producteur pour la télévision (sociétés Snark et TV Prod),.

## Filmographie

### Court métrage
- 2002 : Jour de chance

### Longs métrages
- 2005 : Le Voyage de Jules[3]
- 2008 : Une chaîne pour deux